# Smerinthus clarkii
Smerinthus clarkii är en fjärilsart som beskrevs av Franck. 1913. Smerinthus clarkii ingår i släktet Smerinthus och familjen svärmare. Inga underarter finns listade i Catalogue of Life.